# Voleibol de praia nos Jogos Olímpicos de Verão de 2016
As competições de voleibol de praia nos Jogos Olímpicos de Verão de 2016 ocorram entre 6 e 18 de agosto. O local de disputa foi a Arena Copacabana, na Praia de Copacabana, no Rio de Janeiro.
Foi dividido em torneio masculino e em torneio feminino, cada um com 24 equipas de dois jogadores. Ao todo foram 48 atletas participantes. Esta foi a sétima vez que se disputou voleibol de praia nos Jogos Olímpicos, depois da modalidade se estrear em Atlanta 1996.
Pela primeira vez o torneio olímpico contou com a tecnologia do sistema de challenge (desafio), que é usado quando uma dupla contesta a decisão do árbitro. Foram instaladas cerca de 10 câmeras em quadra e na rede para tirar dúvidas da arbitragem e também do público.

## Calendário
| Agosto            | 4 | 5 | 6 | 7 | 8 | 9 | 10 | 11 | 12 | 13 | 14 | 15 | 16 | 17 | 18 | 19 | 20 | 21 |
| ----------------- | - | - | - | - | - | - | -- | -- | -- | -- | -- | -- | -- | -- | -- | -- | -- | -- |
| Voleibol de praia |   |   |   |   |   |   |    |    |    |    |    |    |    | 1  | 1  |    |    |    |

|  | Dia de competição |  | Dia de final |

## Eventos

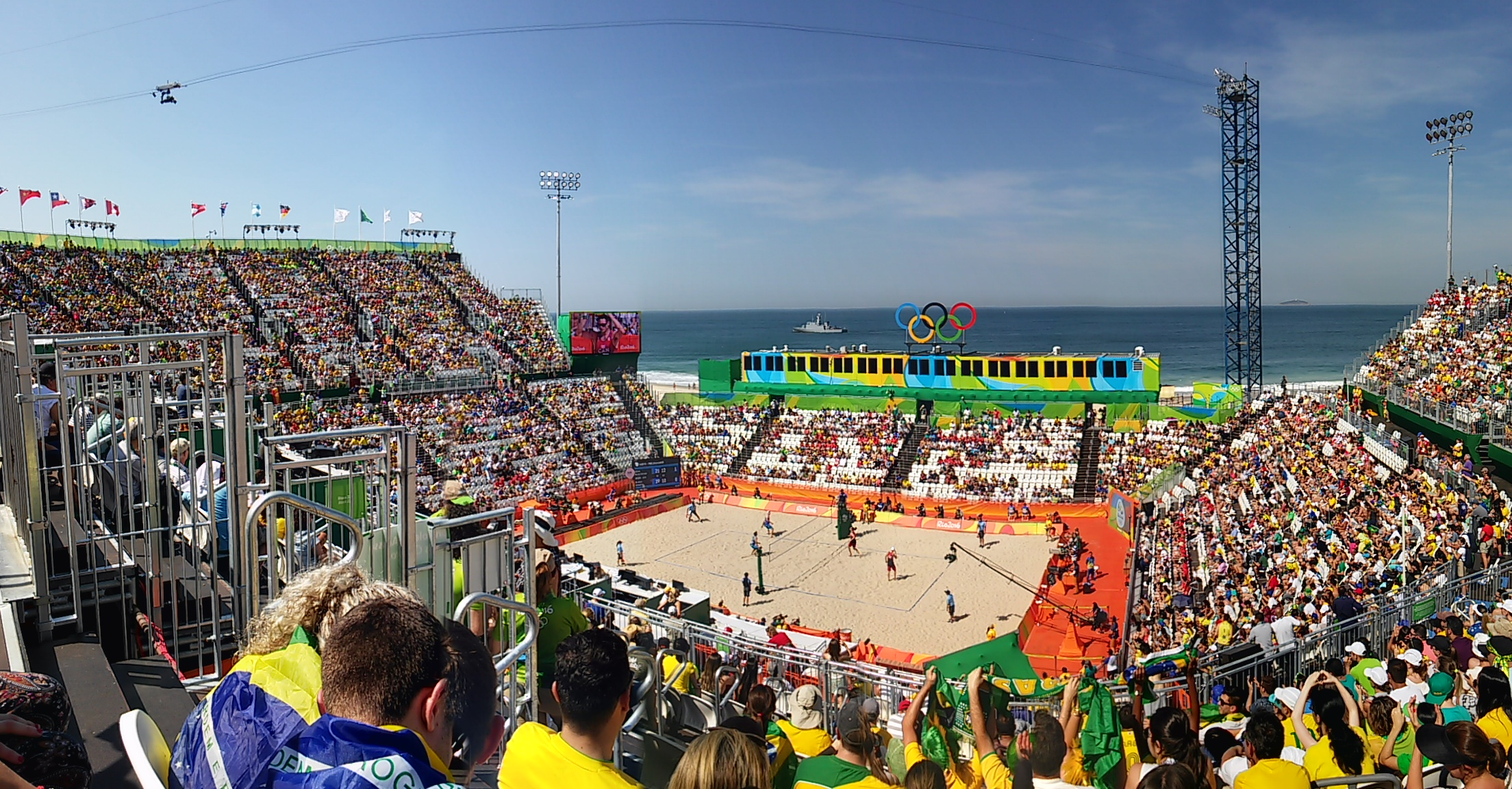
Interior da arena montada na praia de Copacabana.

Dois eventos da modalidade distribuíram medalhas nos Jogos:
- Torneio masculino (24 duplas)
- Torneio feminino (24 duplas)

## Formato de competição
Os torneios, quer masculino, quer feminino, tiveram um total de 54 encontros, com fase preliminar em grupos, uma ronda de play-off (lucky loser) e uma fase a eliminar a uma única mão. Em cada torneio as 24 duplas participantes foram divididas em seis grupos de seis duos cada, jogando em formato de todos-contra-todos a uma só volta. Por cada vitória foram atribuídos dois pontos, enquanto a derrota valeu um ponto.
As duplas nas duas primeiras posições de cada grupo e as duas melhores terceiras avançaram automaticamente às oitavas de final, enquanto as outras quatro terceiras tiveram que disputar um play-off, chamado de lucky loser, para aceder à fase final. Uma vez aí, os pares competiram em formato de eliminatórias a uma só mão, com os que chegaram à discussão das medalhas a disputarem mais quatro encontros.

## Medalhistas
Em masculinos, os brasileiros Alison Cerutti/Bruno Oscar Schmidt reconquistaram o ouro para o país ao superarem os italianos Daniele Lupo/Paolo Nicolai na final. A equipa neerlandesa Alexander Brouwer/Robert Meeuwsen levou a melhor na disputa pelo bronze frente aos russos Viacheslav Krasilnikov/Konstantin Semenov.
A dupla alemã Laura Ludwig/Kira Walkenhorst superou na final as brasileiras Ágatha Bednarczuk/Bárbara Seixas para conquistar o ouro, enquanto as estadunidenses April Ross/Kerri Walsh Jennings conquistaram o bronze face à dupla do Brasil Talita Antunes/Larissa França.
| Evento             | Ouro                                          | Prata                                       | Bronze                                              |
| ------------------ | --------------------------------------------- | ------------------------------------------- | --------------------------------------------------- |
| Masculino detalhes | Alison Cerutti Bruno Oscar Schmidt BRA Brasil | Paolo Nicolai Daniele Lupo ITA Itália       | Alexander Brouwer Robert Meeuwsen NED Países Baixos |
| Feminino detalhes  | Laura Ludwig Kira Walkenhorst GER Alemanha    | Ágatha Bednarczuk Bárbara Seixas BRA Brasil | April Ross Kerri Walsh USA Estados Unidos           |

## Quadro de medalhas

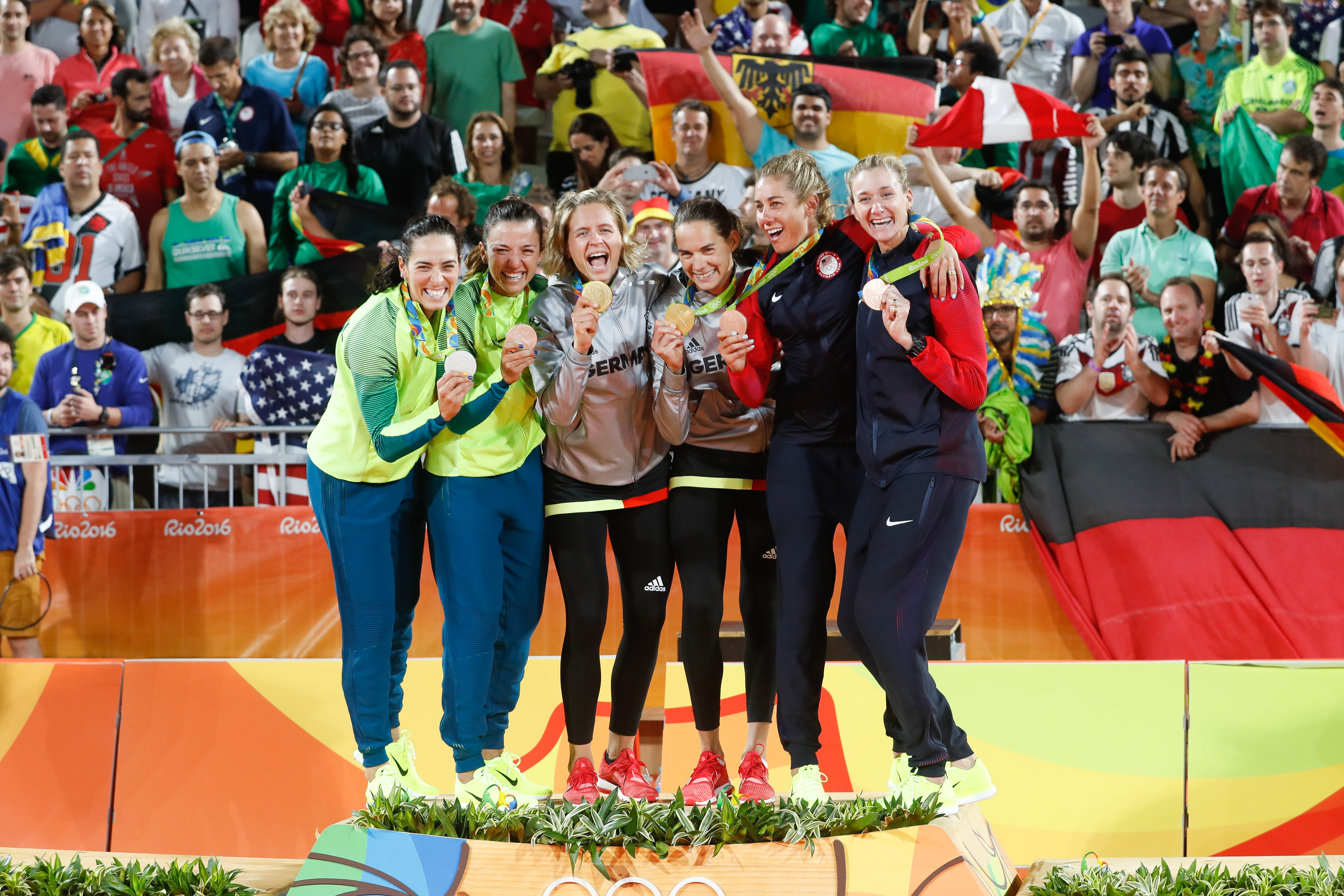
Pódio da competição feminina.

| Ordem | País               | Medalha de ouro | Medalha de prata | Medalha de bronze |   | Ordem por total |
| ----- | ------------------ | --------------- | ---------------- | ----------------- | - | --------------- |
| 1     | BRA Brasil         | 1               | 1                |                   | 2 | 1               |
| 2     | GER Alemanha       | 1               |                  |                   | 1 | 2               |
| 3     | ITA Itália         |                 | 1                |                   | 1 | 2               |
| 4     | USA Estados Unidos |                 |                  | 1                 | 1 | 2               |
|       | NED Países Baixos  |                 |                  | 1                 | 1 | 2               |
| TOTAL | TOTAL              | 2               | 2                | 2                 | 6 | —               |